# بخش باهیا بلانکا
بخش باهیا بلانکا پارتیدو (به اسپانیایی: Partido de Bahía Blanca) یک منطقهٔ مسکونی در آرژانتین است که در استان بوئنوس آیرس واقع شده‌است. بخش باهیا بلانکا پارتیدو ۲٬۳۰۰ کیلومتر مربع مساحت و ۲۸۴٬۷۷۶ نفر جمعیت دارد.